# Црква Светог Димитрија у Брезни
Црква Светог Димитрија у Брезни, насељеном месту на територији општине Горњи Милановац, припада Епархији жичкој Српске православне цркве.
Код цркве су гробови неколико истакнутих људи међу којима и гроб Василија Поповића, управитеља Пожешке нахије, и кнеза Атанаска Михаиловића из Бершића.